# Dinio García
Dinio García Leyva (La Habana, 14 de febrero de 1978) es un actor y cantante cubano.
En 2019, participó en la séptima edición del formato Gran Hermano VIP y, al año siguiente, en el reality posterior, El tiempo del descuento.
Actualmente, vive en Barcelona con su esposa Milena y sus hijos.

## Biografía
Dinio García se dio a conocer en el año 2000 cuando llegó a España de la mano de su entonces pareja, Marujita Díaz, levantando todo tipo de especulaciones sobre el origen de su relación. Durante aquella época, realizó numerosas apariciones en televisión en los programas de mayor éxito en España como Crónicas Marcianas, Salsa Rosa o Sábado Dolce Vita.
Su paso por el programa de telerrealidad Hotel Glam en 2003 le permitió grabar el sencillo Hasiendo el amor que le proporcionó un sonoro éxito. También grabó varios temas junto a otros concursantes para el CD del programa.
Cuando se produjo su separación de Marujita Díaz, sus intervenciones televisivas fueron menguando y se dirigió hacia otras facetas como empresario de locales nocturnos o actor porno, llegando a trabajar con la famosa Carmen de Mairena y la escritora catalana María Lapiedra.
El 1 de septiembre de 2019 se anunció su fichaje como concursante de la séptima edición del reality show Gran Hermano VIP. Allí, Dinio fue el tercer expulsado tras 22 días de convivencia.

## Filmografía
| Año  | Título                                                 | Rol                   | Director       | Notas             |
| ---- | ------------------------------------------------------ | --------------------- | -------------- | ----------------- |
| 2004 | Plauto, recuerdo distorsionado de un tonto eventual    | Cliente de prostíbulo | Coto Matamoros | Papel secundario  |
| 2009 | Whore House                                            | —                     | Nacho Vidal    | Papel principal   |
| 2010 | Irene López Miss Ourense en el desmadre de los famosos | Dinio García          | Max Cortés     | Papel principal   |
| 2011 | Mujeres españolas se comen hasta las bolas             | —                     | Jordi Bistagne | Papel principal   |
| 2011 | Cuba mía                                               | —                     | Ana Rock       | Papel principal   |
| 2011 | Perras Españolas                                       | —                     | Max Cortés     | Papel principal   |
| 2018 | Looser                                                 | Yandel                | Esty Quesada   | Serie; 1 episodio |

### Reality shows
| Año  | Reality                 | Resultado           |
| ---- | ----------------------- | ------------------- |
| 2003 | Hotel Glam              | Abandono voluntario |
| 2019 | Gran Hermano VIP 7      | 3.er expulsado      |
| 2020 | El tiempo del descuento | 6.º expulsado       |